# اوپن اینترپرایز سرور

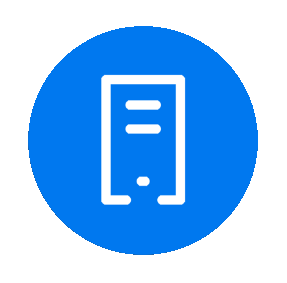
لوگو سیستم عامل اوپن اینترپرایز سرور

اوپن اینترپرایز سرور (Open Enterprise Server) که به صورت خلاصه OES نوشته می‌شود، یک سیستم عامل سرور است که توسط Novell در مارس ۲۰۰۵ منتشر شد تا محصول NetWare خود را تغییر دهد.
Novell OES بر خلاف NetWare یک توزیع لینوکس است؛ به‌طور خاص، یک مبتنی بر SUSE Linux Enterprise Server است. دو نسخه اصلی Open Enterprise Server می‌تواند با یک هسته لینوکس (با یک لایه سازگاری NetWare) یا با یک هسته NetWare Novell (با یک لایه سازگاری لینوکس) اجرا شود. Novell کروم NetWare را قبل از انتشار OES 11 قطع کرد.

## OES 1 و OES 2
Novell، اولین نسخه OES را در ماه مارس ۲۰۰۵ منتشر کرد. از آنجایی که برخی از کاربران خواستار سازگاری برگشتی با NetWare بودند، Novell دو گزینه نصب را ارائه داد: OES-NetWare و OES-Linux. این دو سیستم عامل مختلف با هسته‌های مختلف و کاربردهای مختلف هستند.
OES-NetWare(NetWare v6.5) مجهز به ماژول‌های قابل بارگذاری NetWare برای خدمات مختلف Novell (مانند پروتکل هستهٔ NetWare, Novell eDirectory, Novell Storage Services و iPrint) و نرم‌افزار منبع باز (مانند OpenSSH، آپاچی تامکت و آپاچی سرور HTTP)
در OES-Linux یک تفاوت با سرویس‌های NetWare دارد که از SUSE Linux Enterprise Server (SLES) اضافه شده‌است: پروتکل NetWare Core, Novell eDirectory, Novell Storage Services و iPrint.
OES 2 که در تاریخ ۸ اکتبر ۲۰۰۷ منتشر شد، گزینه OES-NetWare را حفظ کرد. سیستم عامل آن، NetWare 6.5 SP7، می‌تواند به عنوان مهمان paravirtualized در داخل hypervisor Xen اجرا شود. نسخه OES-Linux به SLES 10 به روز شد.
ویژگی‌های معرفی شده در OES 2 عبارتند از:
- پشتیبانی ۶۴ بیتی
- مجازی سازی سخت‌افزار
- فناوری ذخیره‌سازی پویا، که جلوه‌های سایه نوول را فراهم می‌کند
- خدمات دامنه ویندوز
- اپل پروتکل پرونده (AFP)

## OES 11
OES 11 2011 دسامبر ۱۳ منتشر شد بر اساس SLES 11 SP1 ،۶۴ بیتی. این نخستین نسخه از OES است که تنها ۶۴ بیتی (x86_64) است و فقط SLES مبتنی بر (نه NetWare) است.
- Novell Kanaka را برای مشتری Mac معرفی می‌کند
- با استفاده از ابزار Zypper برای پچ کردن تا ۱۰۰ برابر سریعتر از OES2
- ارتقاء خودکار / بی نظیر از OES2 اضافه شده‌است
- مدیر نوین لینوکس دوره لینوکس (NLVM) مدیریت حافظه را آسان‌تر می‌کند

Novell یک سرویس بسته OES 11 SP2 را در تاریخ ۲۸ ژانویه ۲۰۱۴ منتشر کرد.

## OES 2015
- OES 2015 ویژگی‌های جدید و عملکرد بهبود یافته را اضافه کرد.[۳]
  - OES 2015 SP1 در سال ۲۰۱۶ منتشر شد.[۳]

## OES 2018
- OES 2018 در دسامبر ۲۰۱۷ بر اساس SLES 12 SP2 منتشر شد.

## خلاصه انتشار
- OES که در مارس ۲۰۰۵ منتشر شد شامل NetWare 6.5 SP3 و SLES 9 SP1 است.
  - OES SP1، منتشر شده در سپتامبر ۲۰۰۵، بر اساس NetWare 6.5 SP4 و SLES 9 SP2 بود.
  - OES SP2 که در ژانویه سال ۲۰۰۶ منتشر شد، بر اساس NetWare 6.5 SP5 و SLES 9 SP3 بود.
- OES 2، بر اساس NetWare 6.5 SP7 و SLES 10 SP1، در تاریخ ۸ اکتبر ۲۰۰۷ منتشر شد.
  - OES 2 SP1، منتشر شده در تاریخ ۱ دسامبر ۲۰۰۸،[۴] بر اساس NetWare 6.5 SP8 و SLES 10 SP2.
  - OES 2 SP2 در تاریخ ۱۱ نوامبر ۲۰۰۹،[۴] بر اساس SLES 10 SP3 منتشر شد.
  - OES 2 SP3 در تاریخ ۲۲ دسامبر ۲۰۱۰ منتشر شد،[۴] بر اساس SLES 10 SP3.
- OES 11 در تاریخ ۱۳ دسامبر ۲۰۱۱ براساس SLES 11 SP1 (فقط ۶۴ بیتی) منتشر شد.
  - OES 11 SP1 در تاریخ ۲۸ اوت ۲۰۱۲،[۴] بر اساس SLES 11 SP2 منتشر شد.
  - OES 11 SP2 در تاریخ ۲۸ ژانویه ۲۰۱۴ منتشر شد[۴] بر اساس SLES 11 SP3.
  - OES 11 SP3 در اوت ۲۰۱۶ براساس SLES 11 SP4 منتشر شد.
- OES 2015 در اوت ۲۰۱۵ منتشر شد.[۳]
  - OES 2015 SP1 در ژوئن ۲۰۱۶ منتشر شد.
- OES 2018 در دسامبر ۲۰۱۷ بر اساس SLES 12 SP2 منتشر شد

## اجزاء
ارتقاء خودکار مشتری (ACU) - ارتقاء نرم‌افزار مشتری Novell را در ایستگاه‌های کاری موجود ارتقا می‌دهد

## ّبازاریابی

### انگیزه فروشنده
مدیران Novell و همچنین اکثر تحلیلگران [که؟] انتظار دارند که این سرویسها را به سیستم عامل با محبوبیت روزافزون و پشتیبانی بهتر از فروشندگان سختافزار و نرمافزار به نوول فرصت خوبی برای بهبود نتایج کسب و کار خود بدهند.
OES واکنش نوول به دو چیز است:
- اهمیت افزایش لینوکس و منبع باز در استراتژی شرکت و صنعت به‌طور کلی
- واقعیت این است که آن سهم بازار را از دست داد، نه به این خاطر که مشتریان با کیفیت خدمات شبکه خود ناراضی بودند، اما بیشتر به این دلیل که این سرویسها تقریباً به‌طور انحصاری بر روی سیستم عامل بود که در طراحی اولیه آن تخصصی بود و به عنوان حمایت قوی از ISV به عنوان بسیاری از رقبای خود را دریافت کنید.

### هزینه‌های مجوز
هزینه‌های صدور مجوز بدون در نظر گرفتن پلت فرم یکسان هستند و سیستم عامل‌ها ممکن است تحت یک مجوز مخلوط شوند. همان‌طور که با سایر محصولات Novell, OES برای هر مکان استفاده می‌شود، بدون توجه به تعداد سرورها. قیمت گذاری معمولاً توسط CPUهای فیزیکی یا استفاده از فناوری‌های مجازی سازی سخت‌افزاری (به عنوان مثال VMware, Xen) تغییر نمی‌کند. NetWare و OES هر دو شامل مجوزهای دو گره برای سرویس‌های خوشه Novell می‌شوند، که اجازه می‌دهد محیط‌های کلاس خوشه ای بدون هزینه‌های مجوز اضافی ایجاد شوند.
در مقایسه، مایکروسافت ویندوز هر سرور و هر مشتری را هزینه می‌کند، با هزینه‌های اضافی برای پشتیبانی بزرگتر SMP و برای خوشه بندی.